# 偶像大師系列角色列表
THE IDOLM@STER系列角色列表列出在日本的遊戲作品《PROJECT IM@S》中出場的人物。
灰姑娘女孩相关角色，请参见偶像大師 灰姑娘女孩角色列表。

## 765 Production

### 765偶像基本資料一覽
|  |

|  |

|  |

|  |

|  |

|  |

|  |

|  |

|  |

|  |

|  |

|  |

|  |

### 765Pro初始偶像
在百萬人演唱會！后，765Pro初始13人通称为765PRO ALLSTARS，而百万人演唱会的新偶像被通称为Theater组。
天海春香（Amami Haruka，配音：中村繪里子）
登場作品：街機、XBOX版（1，2代）、PSP版、動畫版、PS4版
基本资料
性格：活力元氣系，形象顏色：紅色
人物描述
本作品的主要女主角。特徵是繫在頭髮的兩條絲帶。自小喜愛唱歌和作點心。坦率而積極，但有點冒失。會在平坦的地面跌倒，反而在有起伏的地方不會有事。住在離市區較遠的地方因此每天從家裡搭首班電車花兩小時通勤。
亞美、真美稱呼其為。
雖然目前還沒有一個確定的口頭禪，但在遊戲中有的台詞。
基本能力值屬於平均型，舞蹈略低，但情緒容易管理適合新手入門。
如月千早（Kisaragi Chihaya，配音：今井麻美）
登場作品：街機、XBOX版（1，2代）、PSP版、動畫版、PS4版
基本资料
性格：沈著，形象顏色：藍色
人物描述
有著藍色長髮特徵的女孩。做事一本正經而冷酷，對於歌唱比有比普通人多一倍的熱情和才能，她認為不能唱歌就活不下去。練習不順時會吐露自己的不安或壓力。在意自己的小胸部。家庭關係相當複雜，在學校也和合唱部的成員對立。
最初是開朗、溫柔的性格，在弟弟遭遇交通事故死亡後感到內疚，家庭關係惡化，形成目前的個性。不過，在與製作人和其他偶像們的幫助下釋懷，逐漸恢復原來的個性。
在電視動畫版，與春香互動較多，有不擅長料理的設定。此外，父母在幾個月前離婚，自己獨自在公寓居住。在20話中，去世的弟弟在961 Production的黑井社長指示下被拿來做文章，變得唱不出歌，決定放棄偶像的職業，隱居在家暫停活動，在看了母親託付給春香的弟弟生前畫的素描本、765 Production全員偶像寫的新曲『約束』的歌詞，並讀了春香寫的鼓勵信後，重新回到舞台，並在大家的幫助及鼓勵下成功唱出來。在劇場版中想改善與母親之間的關係，寫了信邀請母親去看表演。
基本能力值為全角色中最高，初期時雖然實力壓倒群雌，但是情緒容易下降且能力衰退迅速。即使讓她休息平復心情，在打招呼等細節失敗的話也很容易再度下降（俗稱「千早螺旋」）。另外個人歌曲『（青鳥）』BPM値偏低，在選拔會時不易控制。
萩原雪步（Hagiwara Yukiho，配音：落合祐里香→淺倉杏美）
登場作品：街機、XBOX版（1，2代）、PSP版、動畫版、PS4版
基本资料
性格：沈著，形象顏色：白色
人物描述
生性愛哭而膽小，為了改變自己的個性而目標當上偶像。喜歡喝茶（尤其是抹茶）。似乎對身材沒有自信，本人也說自己是「沒肉、貧乳、小不點（ひんそーでひんにゅーでちんちくりんで）」，不過數字上並沒有很差。極度消沉時會習慣在地上挖個洞把自己埋起來，所以電鑽和鏟子成為了雪歩的代表物（真的埋起來還是在腦內埋起來則詳細不明）。在動畫初期似乎很害怕男人。
基本能力值且容易陷入低潮，單人時最難以掌控。不過因為能力值容易提升且衰退緩慢，持之以恆地培育後會是大器晚成型的角色。初期雖然會陷於苦戰但終盤時會展現壓倒性的實力。此外還擁有隱藏要素絕對不會臨時取消之特性。
从2代开始，其配音落合祐里香由于工作档期原因退出策划，于是更换为淺倉杏美。
高槻彌生（Takatsuki Yayoi，配音：仁後真耶子）
登場作品：街機、XBOX版（1，2代）、PSP版、動畫版、PS4版
基本資料
性格：活力元氣系，形象顏色：橘色
人物描述
個性活潑開朗，愛護家庭的好孩子，但家中經濟似乎不太好。在5人姊弟中排行老大，有1個妹妹：（香住/霞），3個弟弟(2代追加1位么弟)——大弟：長介、二弟：浩太郎、三弟：浩司、么弟：。
在事務所裡常常幫忙打掃與倒垃圾。因為設定上沒有手機，只有在培育期間和事務所借用，引退以後就不會寄信件回來。
基本能力值雖低，但情緒管理容易且能力衰退的速度也慢，是新手也容易操作的角色。
秋月律子（Akizuki Ritsuko，配音：若林直美）
登場作品：街機、XBOX版（1，2代）、動畫版、PSP版
基本资料
性格：膽識過人，形象顏色：綠色
人物描述
冷靜沈著思考清晰的眼鏡娘。凡事會清楚表達自己的意見。在事務所裡除了偶像工作外，也兼任文書的職務。在2代和电视动画篇，专职于小组“龙宫小町”的事务工作，游戏“全力以赴”之后重新回归偶像工作，设定和初代一样为人手不足。
本來是以事務員工作的，但由於人手不足被推選為候補之一。通曉關於秋葉原的事情，似乎對跟自己名字相仿的秋月電子頗中意。
基本能力值高情緒也容易管理，屬於所謂的「好用強角色（お手軽強キャラ）」在初期時很強。不過能力容易衰退，終盤時會遭遇苦戰。
三浦梓（Miura Azusa，配音：高桥智秋）
登場作品：街機、XBOX版（1，2代）、PSP版、動畫版、PS4版
基本资料
性格：沈著，形象顏色：紫色
人物描述
在所屬偶像中最为年長，且胸部豐滿。沈著的治癒系大姐姐，不過是個嚴重的路痴。在設定上比製作人年長，製作人與愛好者都稱她為。志願偶像的理由是「為了和命運中人相遇」。
基本能力值平均，情緒管理的難度也是中等。個人歌曲的『9:02pm』BPM値屬於最低水準，在選拔會中不易控制。
水瀨伊織（Minase Iori，配音：釘宮理惠）
登場作品：街機、XBOX版（1，2代）、PSP版、動畫版、PS4版
基本资料
性格：膽識過人，形象顏色：粉紅色
人物描述
和有氣質的外表正好相反，相當任性，蠻橫嬌羞型。非常討厭輸給別人。因父親和765 Production的社長是朋友而透過關係進入演藝界。對2位哥哥懷有強烈的自卑感與競爭心理。經常隨身帶著兔子的玩偶，口癖是。
基本能力值高且易於管理情緒，和律子同様是「好用強角色」。似乎因為如此有許多人會讓律子和伊織組成雙人團體來爭取排名。另外在雙人、三人的時候，若不慎選談話的對手會大幅影響心情，需要特別注意。
菊地真（Kikuchi Makoto，配音：平田宏美）
登場作品：街機、XBOX版（1，2代）、PSP版、動畫版、PS4版
基本资料
性格：膽識過人，形象顏色：黑色（參加者一覽時的背景色為灰色），
人物描述
男孩子氣的女孩。 運動神經超群，乍看之下會以為是美少年，但本人希望有女人味，為了外表與內在的差距而煩惱著。遊戲中女性愛好者比男性要多。有著小心謹慎的一面。父親是賽車手，而她也曾有一段時期被当作未來的賽車手来栽培，曾經駕駛過卡丁車。
喜歡看少女漫畫和收集可愛的東西，意外的有著膽小的一面，不擅長應付昆蟲。
亞美、真美稱呼其為。
遇到好事時有的口頭禪。
基本能力值略為偏高且易於情緒管理，和春香同様適合新手。此外街機版的收錄曲之中，BPM値最高的是她的。
雙海亞美（Futami Ami，配音：下田麻美）， 雙海真美（Futami Mami，配音：下田麻美）
登場作品：街機、XBOX版（1，2代）、PSP版、動畫版、PS4版
基本資料 
性格：活力元氣系，形象顏色：黃色
人物描述
所屬偶像中最年少的雙胞胎。個性差異不大而好作怪。從綁頭髮的位置可以分辨兩人（以製作人的角度，向左綁的是亞美，向右綁的是真美，二代设定真美的绑发留长为马尾）。兩人宣稱輪替著從事演藝活動，但遊戲中實際上台的只有亞美。父親是醫師，因為行醫而和母親相遇。稱呼製作人為「（哥哥）」。
基本能力值是全角色裡最差不過情緒管理容易。初期會因為能力過低而相當辛苦，不過衰退緩慢所以終盤會變強。但是在組成雙人與三人團體時，若不和她們對談的話情緒值會大幅降低，所以和情緒管理不易的角色組隊時需要特別注意。
初始設定亞美為姊姊，真美為妹妹，XBOX 360版及SP版變更設定，真美為姊姊，性格比亞美較為穩重有責任感；亞美為妹妹，性格比真美較為自由活潑。
星井美希（Hoshii Miki，配音：長谷川明子）
登場作品：XBOX版/PS3版（1，2代）、PSP版、動畫版、PS4版
基本資料
形象顏色：淺綠色
人物描述
Xbox 360版的新角色，宣傳詞是「未完成的年輕造型女王（未完の幼きビジュアルクイーン）」。有別於同伴不同的金髮造型，在其他偶像候補生當中顯得格外醒目顯眼。2代髮型改為向內捲翹。因為不知世間辛苦，而想要輕鬆地當偶像。口癖是「（afuu）」。興趣是賞鳥、睡覺和與朋友聊天。
初期的造型能力値超群地高，且容易維持情緒、能力減退也比較緩和，屬於易於操作、適合新手的角色。但是擁有只要消沈一次就難以回復情緒的弱點存在。個人歌曲為《relations》。
家庭成員有從事公務員的雙親與志願當教師的姊姊菜緒，被稱為「有巨星超凡魅力的人」，曾經一天之內約有20位以上男性向她告白，外貌麗質天生，然而討厭麻煩，加上對社會歷練不深的關係，讓她在任何場合下脫口說出讓旁人啞然的話語，但是認真起來也是能完全認真做好事物的類型，很尊敬努力練唱的千早。
在X-BOX360十大理想約會對象評選票選出的遊戲女性角色當中評選為榜首冠軍。
早期以偶像新人身分加入765事務所從事偶像活動，PSP版為黑井社長勸誘之下，移籍到961事務所成為旗下偶像與四条貴音、我那霸響組成偶像團體，因此有段時間與原籍的765事務所的偶像們打對檯，之後才與四条貴音、我那霸響一起移籍到765事務所。
我那霸響（Ganaha Hibiki，配音：沼倉愛美）
登場作品：XBOX版（2代）、SP、動畫版、PS4版
基本资料
形象顏色：蔚藍色
人物描述
『SP』新增的人物，Perfect Sun的對手角色，961Pro旗下『Project Fairly』的一員，Dance系的偶像。
性格爽朗直率，非常好強，興趣是編織物和桌球。
被黑井社長從沖繩挖角而來，覺得黑井社長是自己的恩人，對黑井社長所說的一切都深信不疑，因此見到765的人如臨大敵一般，堅持認為“765和黑井社長說的一樣是變態事務所，765的社長和製作人利用其身份對屬下的偶像進行性騷擾”。在後來的接觸中逐漸對765有了深入的了解，也改變了想法。
離開沖繩的時候和兄長大吵一架，賭氣說不成為頂級偶像不回來。成為961的偶像之後就沒有和家人聯繫過，其實內心非常寂寞，所以養了不少動物來作伴從倉鼠到麻雀、兔子、貓、狗、蛇甚至鱷魚都有。不過動物經常會出逃，基本上是一天一次，多是因為她自己忍不住吃掉了寵物的食糧。
在劇情通關後會因為失敗而被黑井社長解僱，然後移籍加入765Pro。2代正式成為765Pro旗下偶像成員。
四条貴音（Shijou Takane，配音：原由實）
登場作品：XBOX版（2代）、SP、PS4版
基本资料
形象顏色：紫紅色
人物描述
在wondering star 中新登場的角色。被稱為銀色之女王的新人，她好像有不得不勝出的理由...
『SP』新增的人物，Wondering Star的對手角色，同為961旗下『Project Fairly』的一員，Vocal系的偶像。
氣質高貴，性格溫和，坦率真誠，溫柔有禮卻也有些古怪，興趣是天文觀測和舞台劇欣賞。胃口很大，喜歡拉麵。
她是有著『銀色王女』的稱號的超人氣新人偶像，在Fans和記者看來她相當的冷艷孤傲。其實這都是黑井社長一手包裝的結果，貴音其實並沒有那麼堅強，卻要頂著巨大的壓力扮演一個高傲女王般的偶像角色。曾被765的製作人（玩家）撞見到她在月光下痛哭。
貴音是很有主見和正義感的人，對於黑井社長灌輸的關於「765Pro」的惡意謠言，她並沒有去聽信，而是用自己的所見所聞去判斷，不過儘管發現黑井社長滿嘴胡言行事卑劣，畢竟也對她有恩，所以直到最後在IU大賽輸給「765Pro」才離開「961Pro」。2代正式成為765Pro旗下偶像成員。
曾經搭救過被無良粉絲糾纏的雪步。貴音的身世是個謎，背後的四条家實力雄厚，她自己從小沒了父母，被四条家的爺爺撫養長大，卻可能不是四条家真正的千金，而是某國的公主。

### 765Pro社員
高木順一朗（配音：德丸完→大塚芳忠（动画版））
通稱「社長」，765 Production的代表取締役，製作人（也就是玩家）的直屬上司。在故事中只出現过輪廓，不過在765 Production官方網站的公司介紹裡有公開照片(依然沒有露臉，是以灰色影子呈現)。
名字的由來據說是高木九四郎（株式會社Bandai Namco代表取締役會長），和本作的開發製作人小山順一朗。
2代因為人在國外擔任公會會長，社長就由堂兄順二朗擔任。
在2011年动画版中由于原配音德丸完已去世，则根据2代游戏设定，使用大塚芳忠代替。
音無小鳥（配音：瀧田樹里）
765 Production的事務人員。留有墨绿色的短发，下巴右下角有美人痣，常戴着黄色发箍，工作时身穿绿色主调燕尾事务服和常带带麦克风耳机，做事勤勉，待人温和，只不过性格相当迷糊，经常掉链子。平常生活很宅向，未婚，有妄想的爱好。中学时有留长发，形象也和“Million Live”系列的田中琴叶相像。
遊戲中未登場，在本作品街機版官方網站的「常見問題」專欄裡仔細地回覆玩家的問題。在部分愛好者間富有人氣，曾有一段時期玩家注意到XBOX360版開發中畫面裡，角色選擇畫面有空白的地方，而期待小鳥的登場。
網站以外的首次登場是在2006年1月21日舉行的小型演唱會擔任廣播員，之後在千早生日記念CD的迷你廣播劇中也有登場。也提到了年齡21歲以上對搞笑的眼光很高之設定。2006年7月23日舉行的1週年記念演唱會裡，除了擔任廣播員之外也有在舞台上演出迷你戲劇。同年的東京遊戲展也以活動司儀身份登場。
在CD《THE IDOLM@STER BEST ALBUM MASTER OF MASTER》中有歌曲《空》的演唱。
在Gemaga中配音曾提及其该角色代表色为雏鸡黄。
高木順二朗（配音：大塚芳忠）
2代765 Production的代表取締役，順一朗的堂兄，製作人的直屬上司。代替人在國外而不在的順一朗代理社長職務。

## 876 Production

### 876偶像基本資料一覽
|  |

|  |

|  |

### 876所屬偶像
日高愛（Hidaka Ai，配音：戶松遙）
形象顏色：桃紅色
876 Production所屬偶像候補生。『Dearly Stars』篇的主角。母親是過去讚譽為三年間締造最佳偶像演藝傳說的女明星日高舞。在事務所面試失敗後遇上了天海春香，春香就把小愛介紹去876Pro處，最後獲得取錄。
水谷繪理（Mizutani Eri，配音：花澤香菜）
形象顏色：水藍色
加入876Pro前是啃老族，以網絡偶像ELLIE的身份活動，然後被尾崎玲子發掘而招聘過來。
秋月凉（Akizuki Ryou，配音：三瓶由布子）
形象顏色：青綠色
秋月律子的堂弟，因為長得太像女生，總被同性追求者告白而煩惱，為了增加男子氣而當偶像。於是經律子的介紹下加入876Pro，結果也是被社長要他以女性的形象出道。
2015年4月30日，官方宣布以男性偶像身份加入偶像大师 SideM游戏，为组合“F-LAGS”的队长。

### 876Pro社員
石川實（配音：早水理沙（廣播劇CD版））
876 Production的代表取締役，是本作中出現過的唯一女社長，同其他兩位社長一樣只有輪廓。
岡本真奈美
876Pro的女經理人。負責偶像們的訓練工作，中途被開除，最後又再次回歸。
尾崎玲子（配音：淺川悠（廣播劇CD版））
876Pro的女製作人。水谷繪理的友人，協助繪理走向了偶像之路。

## 961 Production

### 社长
黑井崇男（配音：子安武人）
「961 Production」的社長，高木順一朗的宿敵，千方百計要打敗「765 Production」使其無法在演藝界立足。
通稱「黑井社長」，順一朗則是直呼為「黑井」。爱好有法語、照鏡子

### Project Jupiter
Jupiter
|  |

|  |

|  |

天瀨冬馬（配音：寺島拓篤）
2代登場的男子偶像，給人桀驁不馴的印象，單憑一人以其精湛的歌舞表演擊敗打對檯的，由水瀨伊織、雙海亞美、三浦梓組成的「龍宮小町」。
「961」旗下三人組偶像團體「Jupiter」的隊長。聽信黑井社長說法，認為「765」是個愛耍卑鄙手段的公司。
在2011動畫版裡，冬馬後來才知道其實是黑井社長在背後陷害765，結果帶同翔太和北斗離開961。在「SideM」之中，他們已經轉投「315Production」事務所。
御手洗翔太（配音：松岡禎丞）
「961」旗下三人組偶像團體「Jupiter」的成員。在「SideM」之中，他們已經轉投「315Production」事務所。
伊集院 北斗（配音：神原大地）
「961」旗下三人組偶像團體「Jupiter」的成員。在「SideM」之中，他們已經轉投「315Production」事務所。

### Project Fairy
團體名稱為「仙女」。在『SP』中由星井美希、我那霸響、四条貴音三人組成的偶像團體。在遊戲結局之後三人皆移籍765社。
我那霸響
在「perfect sun」登場的對手角色。沖繩出身的高實力偶像新人。
四条貴音
「Wandering Star」登場的對手角色。出身來歷皆相當神秘。不受黑井社長謠言所動，認為「765」及Producer（玩家）的好壞應該由親身見證探知。
星井美希
「missing moon」登場的對手角色，XB360版的新角色。在SP版中轉到了敵對的961社，似乎對Producer（玩家）印象滿好的，移籍961社原因理由是社長把飯糰吃掉了。
SP版美希移籍961社大致上緣由是希望Producer（玩家）只專注培育她一人不要培育同社偶像候補生，但現實情況不可能應允這樣任性的要求，且Producer（玩家）說服美希接納與同社偶像候補生同期培育的說法不能讓美希認同，於是美希藉飯糰被高木社長吃掉一事發難負氣出走，然後遇見黑井社長勸誘加入961社，SP版結局勝利後明白作為偶像應有的核心價值而回歸765社。
對偶像大師遊戲粉絲群而言美希的移籍緣由並不大能夠接受認同，漫畫『偶像大師break!』將移籍的原因設定改成避免自己對主角高木裕太郎的親暱友善舉動的照片，被961社利用做負面緋聞報導而移籍，與遊戲版有所相異。

### 相關人物
玲音（配音：茅原實里）
『ONE FOR ALL』登場的對手角色，基本資料幾乎是謎，純粹追求頂尖偶像之道的女偶像，對於勝負態度相當樂觀開明，不會因勝敗結果鄙視Producer（玩家）與765偶像們。
有著右眼紫紅左眼水藍的異色瞳，一頭橙黃色略帶波浪捲單馬尾長髮，外貌相當魅力亮眼，身材也相當姣好有緻，兩套打歌服都有蝶形裝飾（一套在胸前的裝飾，另一套在頭髮上的帽飾）為特徵。
漢字全名目前未正式明朗公開，但從廣播劇CD中記述的片假名為，隸屬「961」的女偶像。
三条馬靜
漫畫『D@y Of Jupiter』的原創登場角色，擔任「Jupiter」的經理人，是一名年齡26歲的女性，個性與「Jupiter」成員相當合得來，作為經理人的工作能力相當優秀，也擅長料理。

## 審査員兼DJ
歌田音（聲：中村繪里子）
歌唱的審查員兼歌唱天王（ボーカルマスター）的DJ。
在3個兼DJ的審查員中個性最正經。在選拔會畫面上的顯示為紅色。
口癖是「要確認！（要チェックです!）」。
名字的出處是平成的歌姬宇多田光。　
輕口哲也（聲：細井治）
舞蹈審查員兼舞蹈天王（ダンスマスター）的DJ。
有著俱樂部DJ般容易起哄的個性。在選拔會畫面上的顯示為藍色。
口癖（密語）是「Check it!」。
名字的點子來自舞蹈團體trf的製作人小室哲哉。
山崎杉雄（聲：細井治）
形象審查員兼造型天王（ビジュアルマスター）的DJ。
有著第三性一般的口音和個性。在選拔會畫面上的顯示為黃色。
母親住在山形，祖母是住島根。
名字來自山咲トオル，和おすぎ與ピーコ的おすぎ。

## 藝能記者

### 『1st Vision』的藝能記者
善永
通稱「敏腕記者」。向取材對象團體作特别專訪寫出出良好形象的報導。
在漫畫『アイドルマスターrelations』裡是以採訪如月千早的女記者形象登場。
惡德又一
通稱「狗仔記者」。會跟蹤取材對象團體寫出不利形象的報導。

### 動畫版的藝能記者
善澤（聲：星野充昭）
動畫版原創藝能記者。社長高木順二朗的茶友。為「765 Production」做正面專題報導。

## 其他事務所及相關者

### 小說版

#### 西園寺 Production
於小說版第2卷登場的對手役藝能事務所。
河野院涼介
西園寺Pro的知名音樂製作人。沒品味般笑聲口調是其特徵。律子曾經來到西園寺Pro面試卻不被錄取的主要原因人物。
田崎惠
西園寺Pro的經理候補。
田中真人、村上健
西園寺Pro的社員。田中負責經理人業務，村上負責人事。

### 漫畫『アイドルマスター』

#### 西園寺Pro
雖然與小說版藝能事務所同名，但是並未說明是否有所關聯。
小早川瑞樹
西園寺Pro所屬偶像。本作對手役偶像。性格有著傲嬌（ツンデレ）一面的自信家。
小早川
瑞樹的哥哥兼專屬製作人。名字目前還未公開。
西園寺美神
西園寺藝能事務所的社長。

### 『アイドルマスターrelations』
由漫畫家上田夢人作畫的延伸創作漫畫作品。

#### DNA Production
佐野美心
藪下幸惠

#### 東豪寺 Production
魔王Angel
遊戲中設定虛擬NPC團體，製作人：「真最強P」，位階：S，形象等級：16（形象等級最高數值）。
『relations』為東豪寺麗華、朝比奈凜、三條智美組成的三人偶像團體。
團名設定來源是取自遊戲內排行榜上登場的虛擬NPC團體「魔王Angel」所延伸創作出來的人物設定。作品設定為最強偶像團體。
『2』遊戲裡團名從排行榜第2週以第1位出現，設定為最強NPC。
雖然人物成員尚未在遊戲版中真正亮相登場，但在NICONICO動畫網站上則有不少相關以同人MV創作的MMD影片，相當受到部分愛好者的青睞。
東豪寺麗華（聲：今野宏美(廣播劇CD)）
漫畫『relations』登場人物。三人組偶像團體「魔王Angel」的隊長兼製作人兼社長。
髮型設定為姬髮式紅髮。年齡設定與律子同年約17~18歲。
東豪寺財團的千金，與水瀨家的水瀨伊織是幼年時結識的朋友。因為對偶像團體「雪月花」的憧憬而志願成為偶像候補生。
最初是以「幸運Angel」團名出道，不依賴本家財勢支援，憑實地努力從事偶像工作。
如願與憧憬的偶像團體「雪月花」同臺演出，卻見識到對方鄙視打壓妨害自己所屬偶像團體的演藝工作，從此對偶像的憧憬夢想感到失望。
之後以團名「魔王Angel」重新出道，開始運用本家財勢支援，在演藝界暗中進行收買審查員，及對其他偶像團體妨害工作等各種卑鄙手段，逐步讓「魔王Angel」成為演藝界當中最強的偶像團體。
胸圍看似豐滿，其實有使用胸墊，作者對麗華身材設定評曰：「身高在千早之上，胸圍在千早之下」，本身人設定位代表著藝能界中陰暗面的黑暗女主角(ダークヒロイン)。
朝比奈凜（聲：阿澄佳奈(廣播劇CD)）
漫畫『relations』登場人物。「魔王Angel」的成員。年齡大約17~18歲。
髮色設定有茶色與紫色兩種版本，與彌生相似的雙馬尾髮型及豐滿胸圍是其特徵。
看似純真無邪卻有小惡魔般調皮的一面，典型的腹黑型角色。
三條智美（聲：茅原實里(廣播劇CD)）
漫畫『relations』登場人物。「魔王Angel」的成員。年齡大約17~18歲。短髮及身形修長是其特徵。給人沈默寡言嚴謹與中性的印象。
團隊中的常識人與參謀般定位，與凜是團隊中唯二真正有著豐滿胸圍的兩人。

### 『THE IDOLM@STER Dearly Stars』

#### フリーランス
櫻井夢子（聲：矢作紗友里(廣播劇)）
『DS』涼篇登場的偶像新人。

#### 其他
武田蒼一（聲：鈴木達央(廣播劇)）
『DS』的登場人物，藝能界有力的音樂製作人，年齡約在30~50歲之間，對音樂評鑑方面相當具備權威，一眼識破秋月涼男扮女裝的事實。
五十嵐幸夫
『DS』的登場人物，「偶像經典淘汰賽(アイドル・クラシック・トーナメント)」的主辦單位電視廣播局的重役(局長)，外貌特徵戴著方框眼鏡梳著西裝頭與給人拘謹嚴肅印象的中年男性，五十嵐雄太的父親，與「876」的石川社長是舊交。
『DS』繪理篇提及的偶像妨礙事件(アイドル妨害事件)的黑幕有所關連。
『灰姑娘女孩』原創女偶像角色中有位同姓氏的「五十嵐響子」，是否有親緣關係則未明。
五十嵐雄太
僅在『DS』繪理篇中提及名字，五十嵐局長的兒子，曾經是社辦位於現在的「765」社辦大樓的某藝能事務所的社長。
旗下藝人團體名為「riola」，成員為曾為偶像的尾崎玲子與近藤聰美，似乎是遭到誹謗流言惡意中傷影響，藝能事務所與旗下藝人被迫面臨解散與引退命運，之後行蹤不明。
近藤聰美
『DS』繪理篇中提及的前偶像團體「riola」成員之一，亦是都市傳說之一「詛咒的偶像事務所」故事中傳聞在洋館自殺的女偶像本體。
實際上似乎只是引退，並且育有一子，現齡約24.5歲左右。

### 漫画《看那金色的朝霞》
音无琴美
音无小鸟的母亲，和小鸟长相几乎一模一样，除了美人痣长在右眼角，已故。在初代游戏设定中就一直提及有小鸟母亲的存在，而且设定上暗示与高木顺二朗和黑井崇男认识，在电视动画中也有一幅和小鸟相像的少女、高木、黑井、善泽记者合照的相片。直到前传漫画《看那金色的朝霞（朝焼けは黄金色）》才有完整的设定信息。
高中时参加管乐社，为了帮棒球社加油来到球场时和正要与黑井碰面的顺二朗相遇，并由两人共同负责其偶像活动事务（高木为主，黑井为副）。在出道火红一段时间后由于不明原因（实际为琴美有肺动脉高压症，来到东京上学也是为了治病，但最终活动期间彩排时病发）导致隐退并两年后生下小鸟，黑井由于这些事件而迁怒高木并因此绝交；高木也一直为琴美之后的责难而辩解，但不知道琴美有生下女儿的事。小鸟的父亲不明，并且由于未入籍至夫家，过世后小鸟被寄养在祖父母家。
在小鸟到高中时，由于憧憬母亲的偶像事业而到东京找到了高木。高木也曾暗示过小鸟所唱的角色主题曲「空」与「花」是琴美所演唱过的。